# Національний реєстр історичних місць США

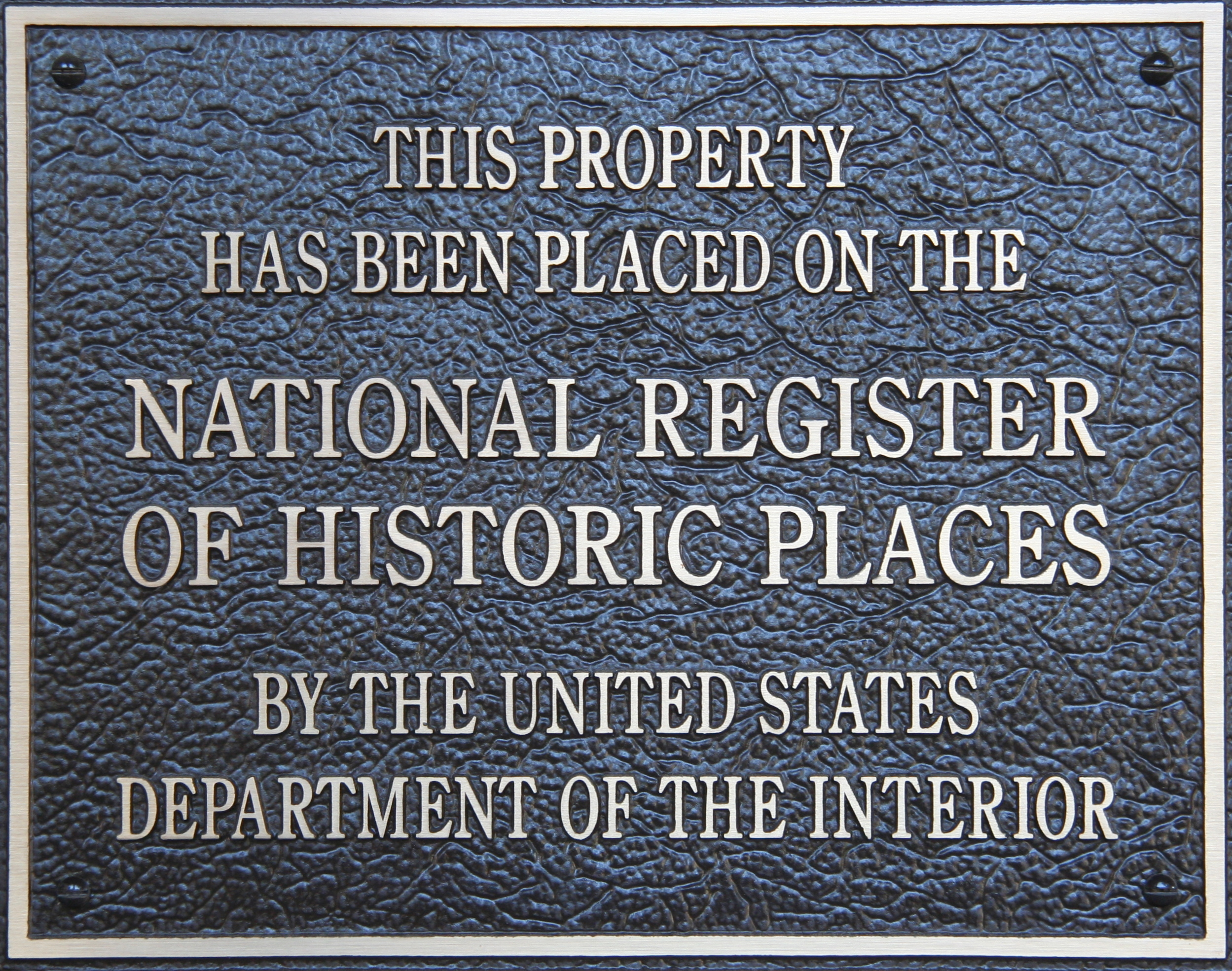
Дошка, яку кріплять на об'єкти, що входять до Національного реєстру історичних місць США

Національний реєстр історичних місць США (англ. National Register of Historic Places) — офіційний перелік пам'яток історії, що ведеться федеральним урядом США. До списку вносяться окремі історичні будівлі, цілі історичні райони та інші об'єкти (наприклад, кораблі-музеї)
До реєстру історичних місць автоматично включаються всі об'єкти, що мають статус Національної історичної пам'ятки (англ. National Historic Landmark). Однак більшість об'єктів реєстру не має цього статусу: з приблизно вісімдесяти тисяч об'єктів переліку, тільки 2430 мають статус Національної історичної пам'ятки.
Реєстр ведеться з 1966 року.